# Lohithadas
Ambazhathil Karunakaran Lohithadas (Chalakudy, 10 de mayo de 1955 - Kochi, 28 de junio de 2009) fue un guionista hindú, dramaturgo, director y productor, conocido por su extenso trabajo en el cine en idioma Malayalam.
Lohithadas era conocido por sus guiones ricos, detallados y realistas. Escribió guiones para 35 películas, en una carrera de veinticuatro años de duración, como Thaniyavarthanam (1987), Kireedam (1989), Su Alteza Abdullah (1990), Bharatham (1991), Amaram (1991), Padheyam (1993), Chenkol (1993), Thooval Kottaram (1996) y Veendum Chila Veettukaryangal (1999). Más tarde se convirtió en director, y ha dirigido películas como Bhoothakkannadi (1997), Kanmadam (1998), Joker (2000), y Kasthooriman (2003). Murió el 28 de junio de 2009 debido a un ataque al corazón.

## Biografía
Lohithadas (o 'Lohi', como se lo designa a menudo) nació el 10 de mayo de 1955 en Chalakudy , Kerala. Mostró un interés inicial por escribir cuentos cortos, pero no logró dejar su impronta en dicho género. En 1986 comenzó a realizar guiones para teatro en Malayalam, cuando su primer guion fue aceptado por Thoppil Bhasi, una legendaria personalidad teatral, Bhasi del Partido Comunista de India (CPI) - apoyado por el grupo de teatro, Pueblo de Kerala Arts Club (KPAC), produjo la obra, que le llevó a ganar un premio estatal.
Luego del éxito comercial y por parte de la crítica de su obra, decide realizar guiones para el cine en Malayalam, y trabaja con el director Sibi Malayil. Su primer guion de la película Thaniavarthanam fue dirigida por Malayil y se convirtió en un éxito. Juntos, Sibi Malayil y Lohithadas producen varias películas memorables en Malayalam. Sus guiones para Sibi Malayil incluyen películas como Thaniyavarthanam (1987), Dasharatham (1989), Kireedam (1989), Su Alteza Abdullah (1990), Bharatham (1990), Kamaladalam (1992), y Chenkol (1993). Otros trabajos incluyen Veendum Chila Veettukaryangal (1999), Sasneham (1990) para Sathyan Anthikkad y Amaram , venkalam (1991) para Bharathan . Más tarde se convirtió en director de cine y realizó trabajos como Bhoothakkannadi (1997), Karunyam (1997), Kanmadam (1998), Arayannangalude Veedu (2000), Joker (2000), Kasthooriman (2003) (que él mismo produce ), y Nivedyam ( 2007).
La mayoría de sus obras fueron un éxito tanto comercial como de crítica. de manera crítica y éxito comercial. 
Sus trabajos fueron reconocidos desde sus inicios, obteniendo por Thaniyavarthanam , el "Kerala Film Award" por la mejor historia.

## Muerte
En la mañana del 28 de junio de 2009, experimentó dolores en el pecho y malestar en su casa en Aluva cerca de Ernakulam y fue trasladado inmediatamente al Hospital de Lisy, Kaloor, Ernakulam, donde fue declarado muerto de un ataque al corazón a las 10:50.